# Hackers (película)
Hackers es una película estadounidense de suspense  de 1995 dirigido por Iain Softley, y en el reparto destacan, Angelina Jolie, Jonny Lee Miller y Matthew Lillard. El guion, que fue escrito por Rafael Moreu, está sumamente influenciado por las subculturas cyberpunk y hacker. La película sigue las proezas de un grupo de piratas informáticos de sombrero negro de un instituto y su participación en una conspiración de extorsión corporativa.

## Argumento
Dade Murphy es el hacker Zero Cool, posteriormente llamado Crash Override. En 1988 provocó él solo la caída de 1507 sistemas en Wall Street, convirtiéndose con esto en una leyenda entre los hackers, tras lo cual las autoridades le prohibieron tocar un solo ordenador o teléfono hasta que cumpliera los 18 años.
Ahora, ya con la mayoría de edad cumplida, y mudado a la ciudad de Nueva York, deberá enfrentarse a la vida del instituto, donde conocerá a otros compañeros, como Kate Libby, Ramόn Sánchez o Emmanuel Goldstein, como cameo de 1984 de George Orwell, mencionado en el filme (queriendo demostrar que los acontecimientos de este libro están cada vez más presentes en la sociedad actual y mostrando la concordancia con el universo cyberpunk), entre otros, que también son hackers y lo adentrarán en una aventura informática sobre una estafa empresarial en la que llegarán a ser perseguidos por oficiales del FBI y por otro programador de seguridad de redes llamado Eugene Belford, cuyo alias es The Plague. Es uno de los piratas de una compañía.

## Reparto
- Jonny Lee Miller como Dade Murphy, cuyo apodo informático es Zero Cool/Crash Override.
- Angelina Jolie como Kate Libby, cuyo apodo informático es Acid Burn. El director audicionó a Hilary Swank, Heather Graham y Liv Tyler para el papel que finalmente protagonizó Jolie. El papel se le ofreció originalmente a Katherine Heigl, pero debido a compromisos previos con la producción de Alerta máxima 2 (1995), le obligó a rechazarla.[1]
- Renoly Santiago como Ramόn Sánchez, cuyo apodo informático es The Phantom Phreak.
- Matthew Lillard como Emmanuel Goldstein, cuyo apodo informático es Cereal Killer.
- Laurence Mason como Paul Cook, cuyo apodo informático es Lord Nikon.
- Jesse Bradford como Joey Pardella.
- Fisher Stevens como Eugene Belford, cuyo apodo informático es The Plague.
- Penn Jillette como Hal.
- Alberta Watson como Lauren Murphy.
- Peter Y. Kim como Blade.
- Lorraine Bracco como Margo.
- Wendell Pierce como el agente Dick Gill.
- Michael Gaston como el agente Bob.
- Marc Anthony como el agente Ray.
- Felicity Huffman como fiscal.
- Paul Klementowicz como Michael Murphy.
- William DeMeo como Jock.
- Denise George como Denise.

### Doblaje al español (México)
| Personaje                                         | Actor original     | Actor de doblaje   |
| ------------------------------------------------- | ------------------ | ------------------ |
| Dade Murphy a.k.a. Crash Override a.k.a Zero Cool | Jonny Lee Miller   | Enrique Mederos    |
| Kate Libby a.k.a. Acid burn                       | Angelina Jolie     | Mónica Estrada     |
| Emmanuel Goldstein a.k.a. Cereal Killer           | Matthew Lillard    | Sergio Zaldívar    |
| Joey Pardella                                     | Jesse Bradford     | Irwin Daayán       |
| Ramón Sánchez. a.k.a. Phreak                      | Renoly Santiago    | Benjamín Rivera    |
| Paul Cook a.k.a Lord Nikon                        | Laurence Mason     | Gerardo Reyero     |
| Eugenio Belford a.k.a Plaga                       | Fisher Stevens     | Salvador Delgado   |
| Margo Wallace                                     | Lorraine Bracco    | Belinda Martínez   |
| Agente Richard                                    | GillWendell Pierce | Alfonso Ramírez    |
| Agente Ray                                        | Marc Anthony       | Salvador Nájar     |
| Sra Pardella (Mamá de Joey)                       | Terry Porter       | Ruth Toscano       |
| Hal                                               | Penn Jillette      | Alejandro Illescas |